# Leiosporoceros dussii
Leiosporoceros dussii är en bladmossart som först beskrevs av Franz Stephani, och fick sitt nu gällande namn av Gabriela Gustava Hässel de Menéndez. Leiosporoceros dussii ingår i släktet Leiosporoceros och familjen Leiosporocerotaceae. Inga underarter finns listade i Catalogue of Life.